# جيوفاني دي مين
جيوفاني دي مين (بالإيطالية: Giovanni De Min)‏ (28 مايو 1940 في إريتريا - ) هو لاعب كرة قدم إيطالي في مركز حراسة المرمى. لعب مع نادي بيزا ونادي بيستويسي ونادي تريستينا ونادي روما وهيلاس فيرونا وإيه سي بلونو 1905 ‏ واتحاد مونتيكاتيني الرياضي ‏.

## وصلات خارجية
- جيوفاني دي مين على موقع قاعدة بيانات كرة القدم.إي يو (الإنجليزية)